# マリアン・マクドゥーガル
マリアン・マクドゥーガル（Marian McDougall、1913年9月2日 – 2009年5月14日）は、アメリカ合衆国のアマチュア女子ゴルファー。1942年にジョセフ・ヘロンと結婚後は、マリアン・ヘロンまたはマリアン・マクドゥーガル・ヘロンとも呼ばれた。ウェイバリー・カントリー・クラブの3世代目のメンバーであった。1934年、後にLPGAによってメジャー選手権として遡って認定された女子ウェスタンオープンで優勝。1979年、パシフィック・ノースウエスト・ゴルフ殿堂入り。

## 勝利の一部
- パシフィック・ノースウエスト・ゴルフ・アソシエーション女子アマチュア選手権：1934年、1936年、1937年、1938年、1939年、1948年
- 女子ウェスタンオープン：1934年
- オレゴン女子アマチュア選手権：1936年、1937年、1939年、1940年
- オレゴン女子オープンアマチュア選手権：1935年
- オレゴンジュニア女子選手権：1930年、1931年

## メジャー選手権

### 優勝 (1回)
| 年     | 選手権                 | 優勝スコア | 2位の選手                 |
| ------ | ---------------------- | ---------- | ------------------------- |
| 1934年 | 女子ウェスタンオープン | 9 & 7      | ガイ・リーゲル夫人 (アマ) |